# Jacques Meyer
Jacques Guillaume Meyer (Gent, 6 april 1756 - Eeklo, 16 mei 1805) was een politiek actieve advocaat in het bestuur van de Verenigde Nederlandse Staten en de Franse Nederlanden. Hij was de vertegenwoordiger van de stad Gent van de Vonckisten.

## Levensloop

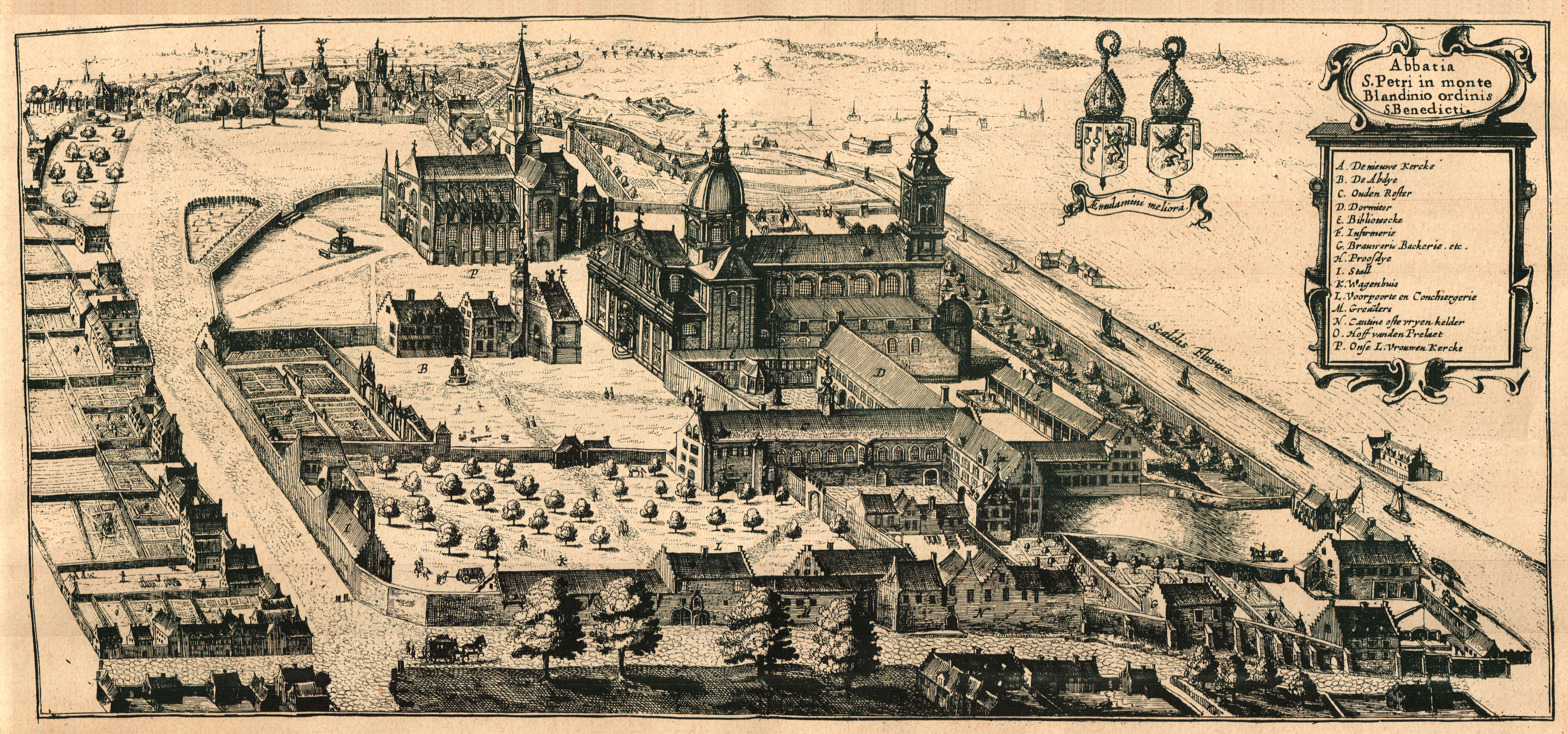
Sint-Pietersabdij in Gent, een stad in de stad tijdens het ancien régime.

Revolutie in Gent (1789) met de Brabantse Omwenteling. Voor Meyer brak de tijd aan om zonder Oostenrijkers Gent te besturen.

### Oostenrijkse Nederlanden
Meyer groeide op in Gent, in de Oostenrijkse Nederlanden. Van 1772 tot 1778 studeerde hij Artes of vrije kunsten alsook rechten aan de universiteit van Leuven. Terug in Gent maakte hij carrière als advocaat. Hij werd rechter in de minuscule heerlijkheid van de Sint-Pietersabdij, waar zijn oom abt was. Meyer genoot ook de steun van de Oostenrijkse gouverneur-generaal. Meyer werd namelijk lid van de schepenbank van Gedele van de stad Gent; bovendien verkreeg hij uit Wenen een benoeming tot rechter bij de rechtbank van eerste aanleg in Gent (1787). Meyer geraakte actief in kringen van revolutionaire juristen. Zij verwierpen de willekeur van het Oostenrijkse bestuur. Meyer publiceerde pamfletten en organiseerde meetings in Gent. In 1789 vocht hij mee met de Brabantse Omwenteling in Gent, toen de Oostenrijkers tijdens de Vier Dagen van Gent uit het graafschap Vlaanderen werden verdreven.
Meyer behoorde tot de partij van vonckisten, die een democratisch bestuur voorstonden zoals de succesvolle advocaat Vonck het formuleerde. Zo werd Meyer de afgevaardigde van Vonck vanuit Gent in het bestuur van de Verenigde Nederlandse Staten (1789-1790), in afwezigheid van Vonck die gevlucht was naar Rijsel. Meyer werd ontstemd door de houding van de Roomse Kerk, die anti-revolutionair en zelfs anti-Vonck was. Meyers ideeën radicaliseerden en binnen de Vonckisten behoorde hij tot de antiklerikale strekking.
In 1790 stonden de Oostenrijkers terug in de Zuidelijke Nederlanden en was het uit met de Verenigde Nederlandse Staten. Meyer werd gearresteerd en nadien vrijgelaten. Hij hield zich verder gedeisd tijdens het Oostenrijks bestuur en correspondeerde in het diepste geheim met andere vonckisten en met Vonck zelf. Hij fulmineerde tegen Oostenrijk, tegen de adel en tegen de Roomse kerk. Meyer keerde pas terug naar de openbaarheid toen de Franse overwinning vernam van generaal Dumouriez in Jemappes (1792); de Oostenrijkers trokken zich terug. Meyer werd een gedreven pro-Franse activist, bracht een bezoek aan generaal Dumouriez en liet zich door de Fransen benoemen in het bestuur van Gent. Hij organiseerde de confiscatie van de goederen van de Sint-Pietersabdij. Hij verzamelde alle bestuurders van de stad in de leegstaande Sint-Baafskathedraal, waar hij vurige redevoeringen hield ten gunste van de Franse Revolutie. Meyer trok naar Parijs, waar hij de Fransen de nodige inlichtingen gaf over steden in Staats-Brabant, waar de Franse strijd verder ging. Hij werkte met Luikenaars en Zuid-Nederlanders aan nieuwe wetgeving voor de Franse Nederlanden. Meyer verbleef in Parijs in 1793.
In 1793 verloren de Fransen het Beleg van Maastricht (1793) en de veldslag bij Neerwinden (1793). In 1793 rukten de Oostenrijkers opnieuw naar Gent, en ook ditmaal om het bestuur van de Oostenrijkse Nederlanden te herstellen. Dit was slechts tijdelijk.

### Franse Nederlanden

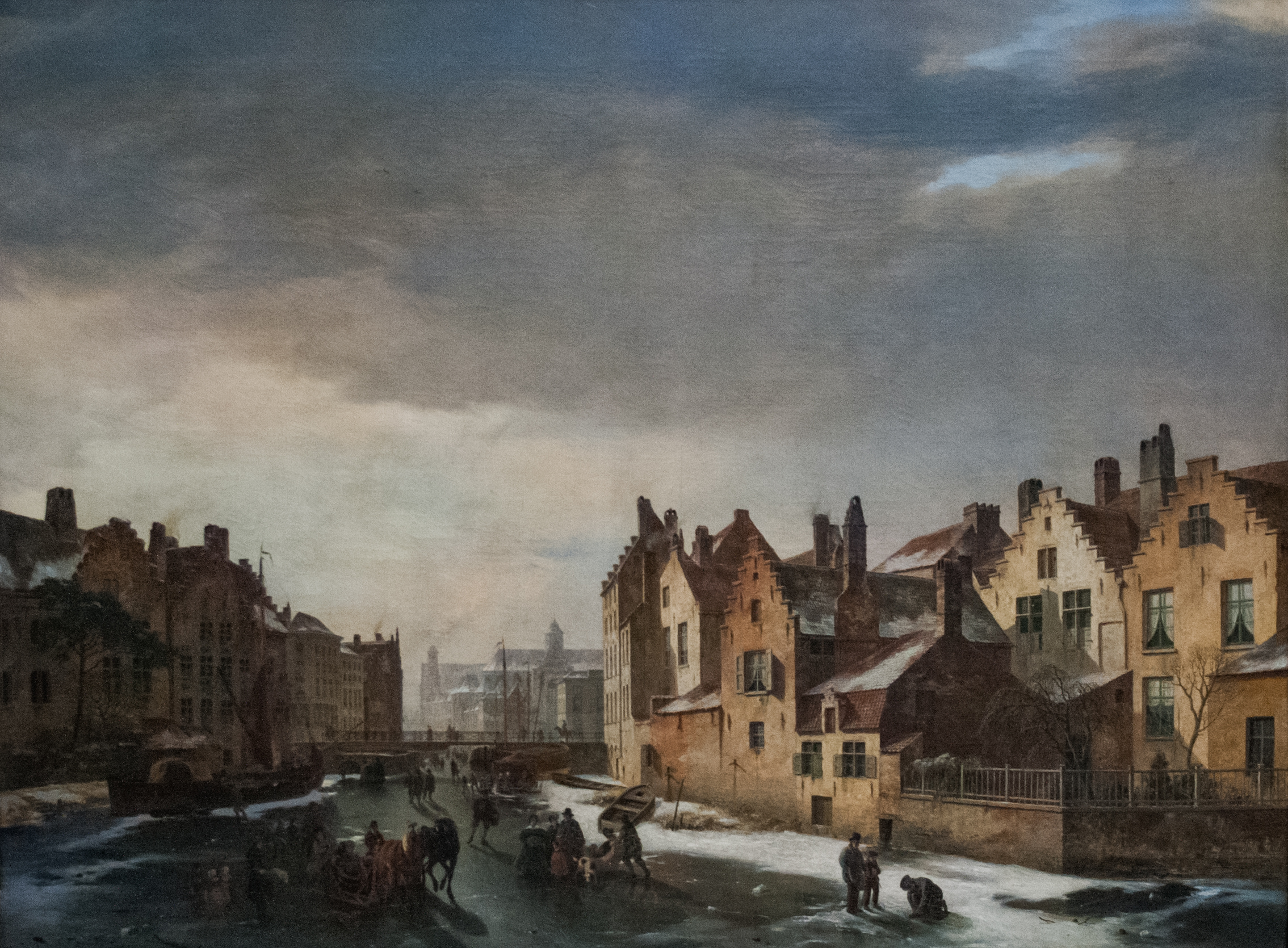
Gent, begin 19e eeuw

De krijgskansen keerden opnieuw met de Slag bij Fleurus (1794), waarna de Zuidelijke Nederlanden definitief Frans werden. Meyer keerde terug naar Gent in juli 1794. Hij riep Gent uit als een stad van Frankrijk. Meyer maakte snel carrière in Gent. Hij zetelde in de gemeenteraad, in het bestuur van het Scheldedepartement en werd hoofd van de Berg van Barmhartigheid in Gent. Zijn pamfletten en voordrachten waren ronduit pro-Frans en anti-klerikaal. Hij liet familieleden van gevluchte clerus arresteren. De Fransen benoemden Meyer tot lid van l’Administration Centrale et Supérieure de la Belgique, een soort van Belgisch bestuur in Brussel onder Franse vlag. Meyer werd er verantwoordelijk voor voedselbedeling en jaarmarkten. Deze taak was niet de lichtste in de Franse administratie in Brussel, want in verschillende steden leden mensen honger. Meyer deed wat hij kon door voedsel aan te kopen met assignaten.
Toen Napoleon Bonaparte aan de macht kwam, was Meyer een enthousiaste voorstander van het nieuwe regime. Zo werd Meyer in 1799 ontvangen in de Franse senaat in Parijs. Meyer was een van de verbindingspersonen tussen Parijs en het Frans bestuur in Brussel. In 1801 sloot Napoleon een concordaat met paus Pius VII; Meyer nam deel aan het Te Deum en andere plechtigheden in de Notre-Dame in Parijs om het concordaat te vieren. Zelf had Meyer zich neergelegd bij deze kerkelijke evolutie die hij als een nieuw christendom omschreef. Zijn republikeinse ideeën gaf hij nooit op, ook niet tijdens het Consulaat van Napoleon.
In 1804 liep zijn mandaat in Brussel en Parijs ten einde. Meyer trok zich terug in Eeklo, waar hij in stilte op de rechtbank werkte. Hij stierf in Eeklo in 1805.
- Library of Congress Control Number: nb2009009102
- Virtual International Authority File: 86299788
- WorldCat: E39PBJmMY4bmRVCgt8BfpdQwmd